# Selo do Oregon
O selo do estado do Oregon é o selo oficial do estado do Oregon, nos Estados Unidos. Foi desenhado em 1857, por Harvey Gordon, depois anos depois de o Oregon ter entrado da União.